# Federación de Vóleibol de Chile
La Federación de Voleibol de Chile (FEVOCHI) es la federación que rige el voleibol en Chile. Está asociada a la Federación Internacional de Voleibol y al Comité Olímpico de Chile. Fundada por Benedicto Kocian.
La Federación cuenta con 18 asociaciones afiliadas y está integrada a todos los organismos nacionales e internacionales. Además, la Federación cuenta con organismos técnicos asesores, tales como el Cuerpo Técnico de Entrenadores y el Colegio Nacional de Árbitros de Vóleibol.
El voleibol de playa también ha destacado a nivel internacional. La máxima competición universitaria es el Campeonato Nacional Universitario Voleibol de playa Chile.

## Presidentes

### Cronología de presidentes
| - 1955 - 1959 Sr. Francisco Vilarrubias. - 1960 - 1963 Sr. Alberto Cumplido A. - 1964 - 1967 Sr. Rafael Fuster G. - 1968 - 1969 Sr. Alberto Cumplido A. - 1970 - 1974 Sr. José Respaldiza S. - 1974 - 1976 Sr. Eduardo Pickering. - 1976 - 1981 Sr. José Respaldiza S. - 1982 - 1984 Sr. Humberto Castelli. - 1984 - 1988 Sr. Raúl Villablanca F. - 1988 - 1995 Sr. Hernán Duarte R. - 1995 - 1998 Sr. René Dinamarca C. - 1998 - 1999 Sr. Alejandro Cabero R. - 1999 - 2007 Sr. Ricardo Vorpahl N. - 2007 - 2012 Sr. Jorge Pino M. - 2012 - 2016 Sr. José Beltrán - 2016 - 2020 Sr. Jorge Pino M. |